# Batara gorgeret
Dysithamnus mentalis
Espèce
Répartition géographique
Statut de conservation UICN

 LC  : Préoccupation mineure
Le Batara gorgeret (Dysithamnus mentalis) est une espèce de passereaux de la famille des Thamnophilidae, natif de l'écozone néotropicale.

## Description
Le Batara gorgeret mesure environ 13 cm.

## Répartition et sous-espèces
Selon la classification de référence du Congrès ornithologique international (15.1, 2025) il se répartit en 18 sous-espèces (ordre phylogénique) :
- D. m. septentrionalis (Ridgway, 1908) — du sud du Mexique à l'ouest du Panama ;
- D. m. suffusus (Nelson, 1912) — de l'est du Panama au nord-ouest de la Colombie ;
- D. m. extremus (Todd, 1916) — centre de la Colombie ;
- D. m. semicinereus (Sclater, 1855) — centre-ouest de la Colombie ;
- D. m. viridis (Aveledo & Pons, 1952) — nord de la Colombie et nord-ouest du Venezuela ;
- D. m. cumbreanus (Hellmayr & Seilern, 1915) — nord du Venezuela ;
- D. m. andrei (Hellmayr, 1906) — nord-est du Venezuela et Trinité ;
- D. m. oberi (Ridgway, 1908) — Tobago
- D. m. ptaritepui (Zimmer & Phelps, 1946) — tépuis ;
- D. m. spodionotus (Salvin & Godman, 1883) — sud du Venezuela et nord du Brésil ;
- D. m. aequatorialis (Todd, 1916) — ouest de l'Équateur et nord du Pérou ;
- D. m. napensis (Chapman, 1925) — sud de la Colombie et nord du Pérou ;
- D. m. tambillanus (Taczanowski, 1884) — centrę/nord du Pérou ;
- D. m. olivaceus (Tschudi, 1844) — centre/sud du Pérou ;
- D. m. tavarae (Zimmer, 1932) — du sud-est du Pérou au centre de la Bolivie ;
- D. m. emiliae (Hellmayr, 1912) — nord-est du Brésil ;
- D. m. affinis (Pelzeln, 1868) — du centre du Brésil au nord-est de la Bolivie ;
- D. m. mentalis (Temminck, 1823) — sud-est du Brésil, est du Paraguay et selva misionera.